# Ariel Motors
Ariel (Аріель) — з 1902 року англійський виробник велосипедів, мотоциклів та автомобілів. Штаб-квартира розташована в місті Бірмінгем. У 1932 році компанію купує Джек Сенгстер, а у 1951 році - концерн BSA. У 1925 році компанія припинила виробництво автомобілів.

## Компанія Ariel Cycles. Виробництво велосипедів

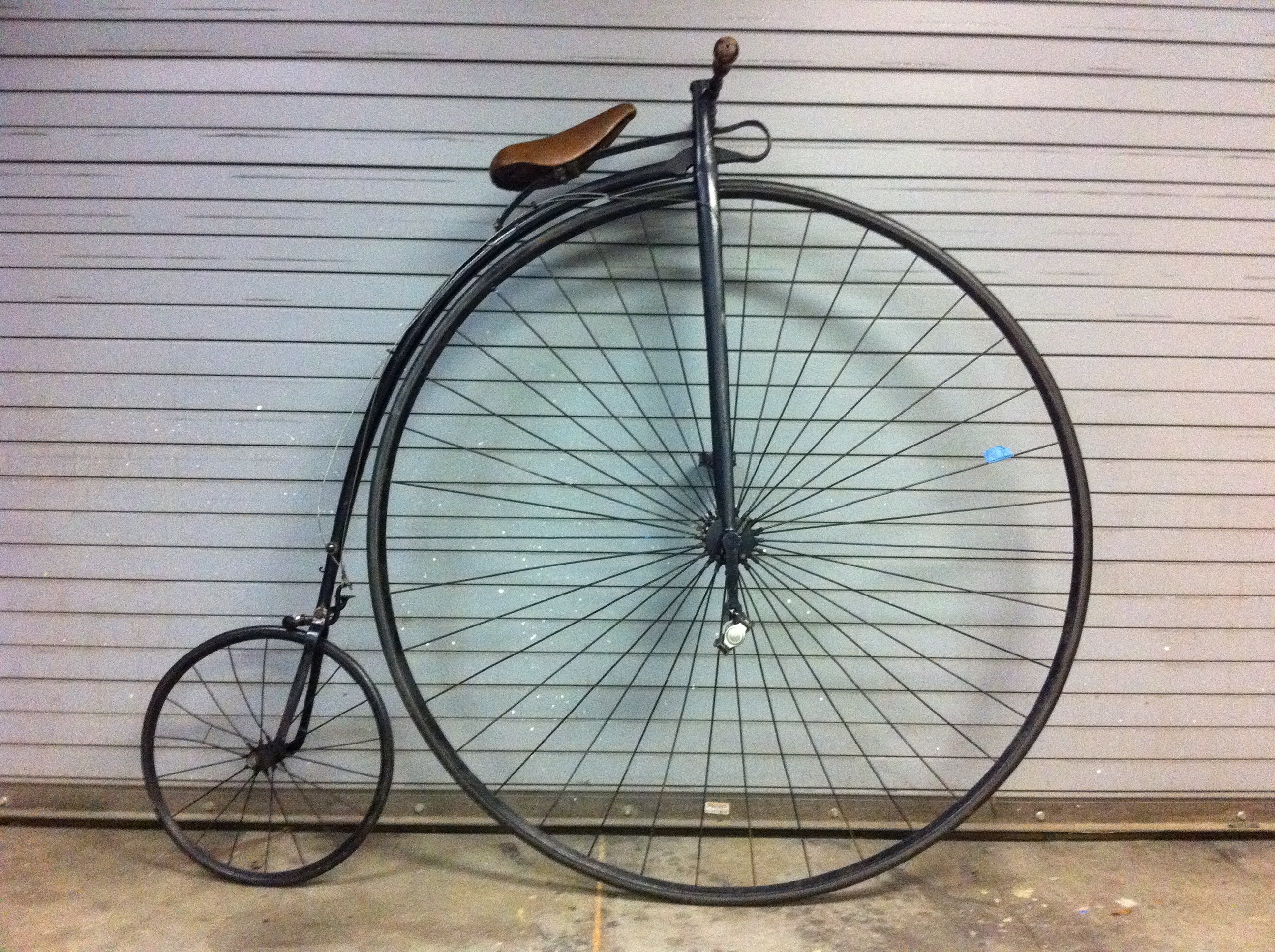
Велосипед Ariel з 50-дюймовим колесом

У 1870 році англійський інженер Джеймс Старлі і фінансист Вільям Хіллман вирішили відкрити виробництво велосипедів. Це була передова конструкція на спицьованих колесах і з легкою сталевою рамою. Як торгову марку було вибрано ім'я персонажа з "Бурі" Шекспіра - Аріель. У 1981 році серійні зразки надійшли на ринок, а всього через рік засновники розійшлися, але Джеймс залишився у велобізнесі, удосконалював конструкцію, навіть вигравав велогонки. Крім велосипедів, він з синами також організував випуск швейних машин.

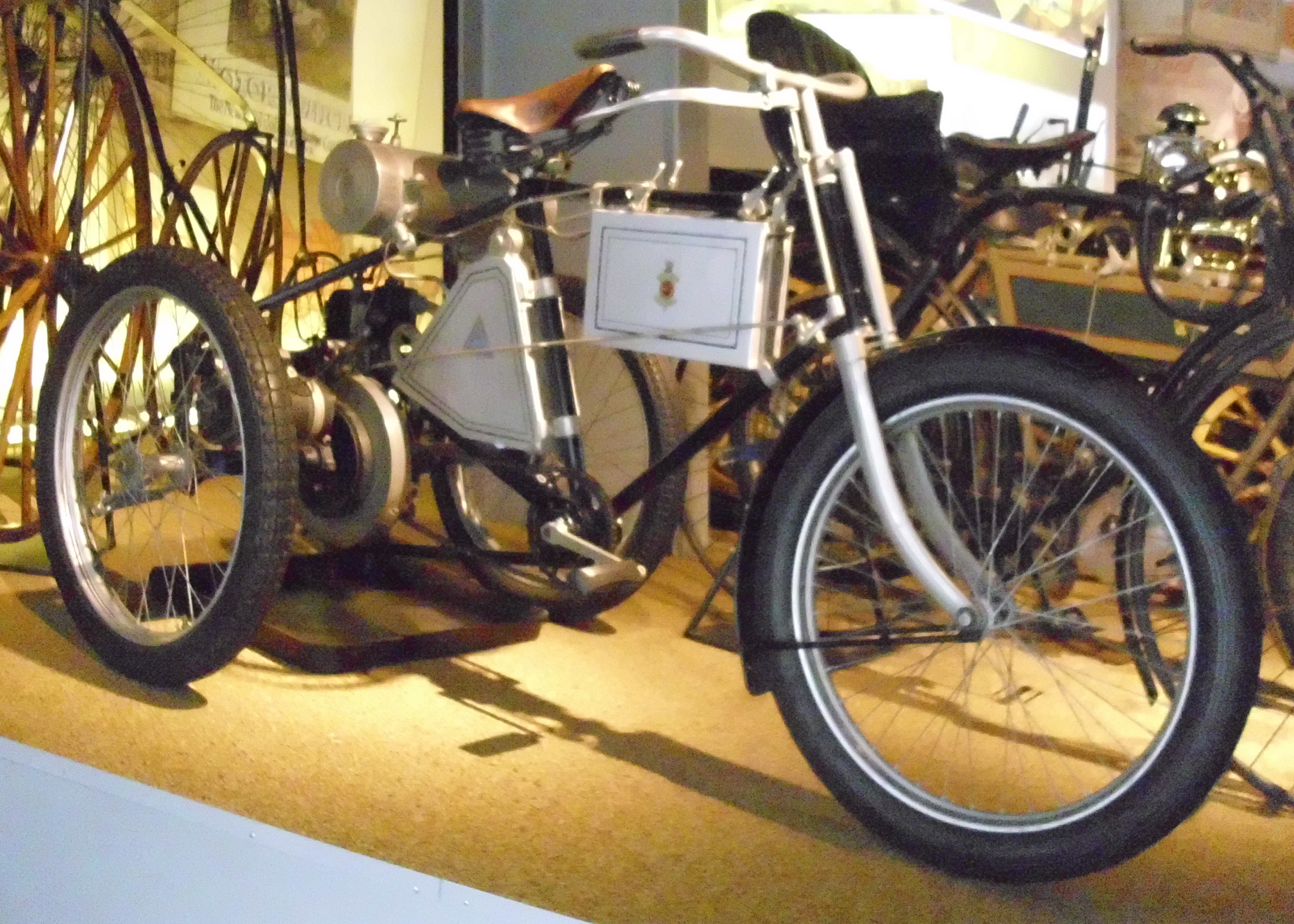
Трицикл Ariel 1898 року

Стати великою самостійною компанією з повним циклом виробництва так і не вдалося, тому наприкінці 1880-х років Ariel Cycles увійшла в концерн Rudge-Whitworth, який об'єднував безліч дрібних веловиробників. Це дозволило зберегти роботу, однак сама марка Ariel була витіснена з ринку велосипедів основними брендами концерну - Rudge і Whitworth.

## Ariel Cycles у власності компанії Dunlop
На початку 1890-х років єдиним виробником пневматичних шин для велосипедів у Великій Британії була компанія Dunlop, засновник якої, Джон Данлоп, володів патентом на винахід такої шини. На той момент велосипед був єдиним засобом особистого транспорту, що не вимагав стайні, постійного догляду та вівса, і компанія була завантажена замовленнями від численних веловиробників. Але до 1896 року вдалося збільшити площу цехів, з'явилися вільні потужності, і Dunlop вирішила відновити власне виробництво велосипедів під давно існуючою маркою Dunlop Cycle Co. Але це відразу викликало труднощі зі збутом шин - ніхто не хотів ставити на свої велосипеди покришки з логотипом конкурента ринку. З цієї ситуації треба було якось викручуватися, і Dunlop вирішив зробити ребрендинг. Для шин залишилася стара марка Dunlop, а для велосипедів була викуплена марка Ariel Cycles Co, що тісно співпрацювала з Dunlop з самого початку виробництва пневматичних шин. Так бренд Ariel знову з'явився на ринку. Пізніше ця компанія розширила сферу своєї діяльності, почавши випуск комплектуючих для деяких інших англійських велосипедів.

## Компанія Cycle Components Ltd. Виробництво мотоциклів
Перший "саморушний" Ariel з'явився в 1898 році - це був триколісний мотоцикл, у 1900 році вперше був представлений квадроцикл британського підприємства, а в 1901 році зробили перший двоколісний мотоцикл з двигуном Minerva, об'ємом 211 см3. Він став першим з лінійки одноциліндрових, а потім і двоциліндрових мотоциклів з чотиритактними двигунами різного об'єму. Мотори використовувалися покупні марок MAG, J.A.P. і AKD. З 1910 до 1926 року основним був 482-кубовий нижньоклапанний двигун White & Poppe, який спочатку купували, а потім почали виробляти самостійно за ліцензією.
По-справжньому серйозна робота закипіла практично відразу ж після цього. Вже до 1910 року підприємство розробило кілька революційних на ті часи моделей мотоциклів, а після 1910 року почалося виробництво двигунів, об'ємом 150 і 500 кубічних сантиметрів, за ліцензією компанії White and Poppe.
У 1914 році компанія представила громадськості відразу кілька цікавих моделей, серед яких найбільшу увагу мотолюбителів привернула модель Arielette, обладнана 350-кубовим силовим агрегатом власного виробництва. Крім того, дебютував і куди більш потужний мотоцикл, на який встановлювався двоциліндровий V-подібний двигун, об'ємом 663 см3.
Перша світова війна негативно позначилася на успіху компанії, яка з початком бойових дій стала відчувати фінансові труднощі. Деякий час мотоцикли Ariel, оснащені 500-кубовими двигунами, переправлялися на територію сучасного Іраку, де вони використовувалися американською армією. А після закінчення бойових дій підприємство продовжило роботу над цивільними мотоциклами. Однак купівельна спроможність громадян значно впала, у зв'язку з чим попит на мотоцикли компанії Ariel миттєво знизився.

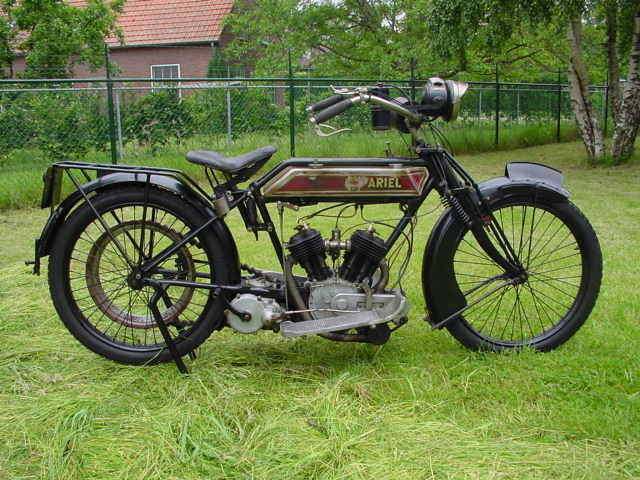
Ariel V-Twin 700 1915 року

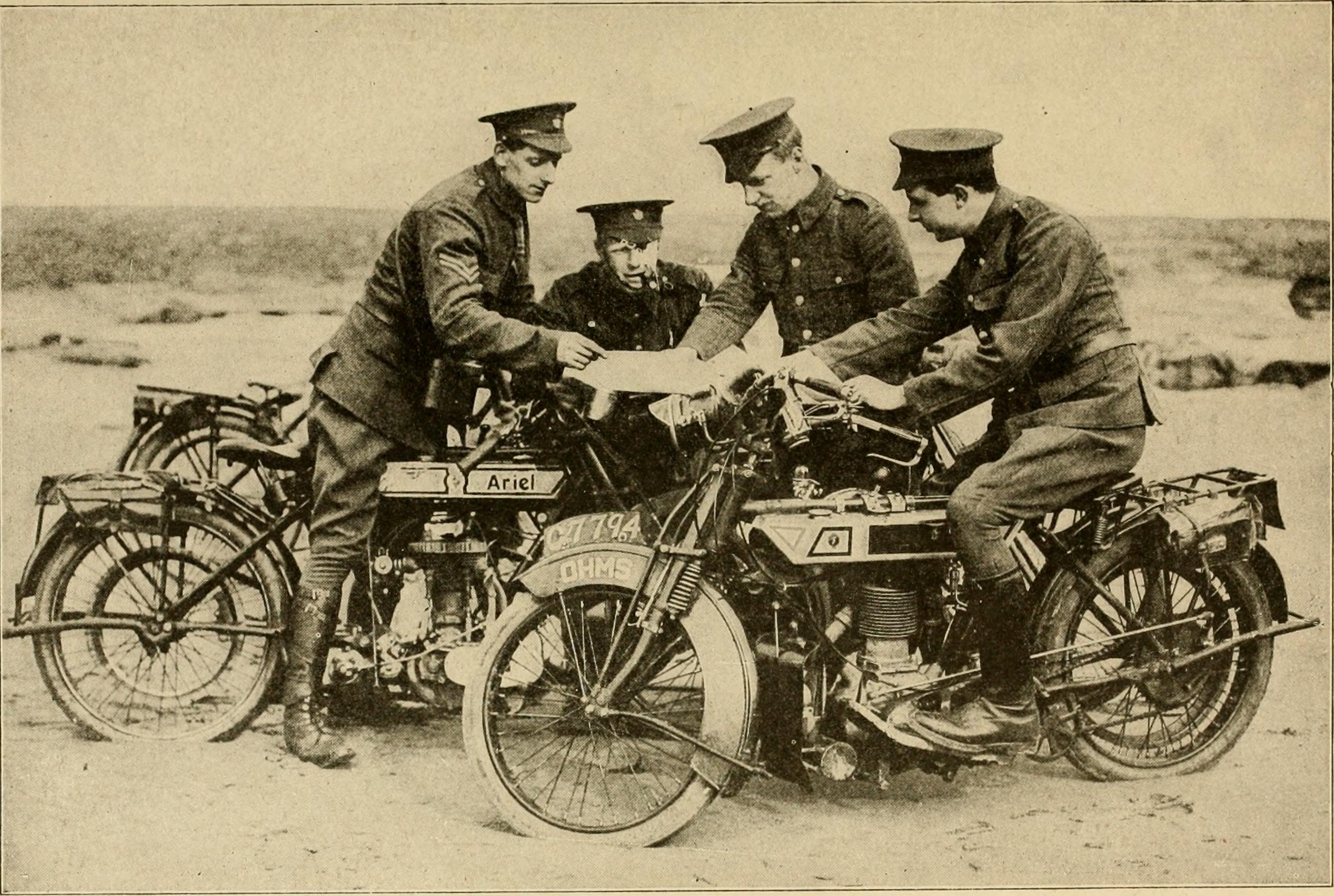
Ariel Single 1919 року

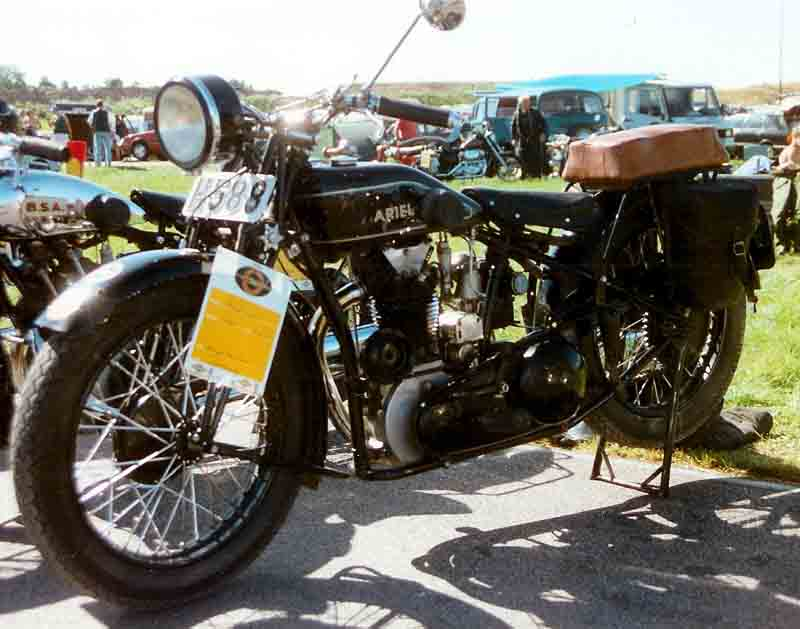
Ariel TV 500 1927 року

До порятунку підприємства доклав своїх зусиль досвідчений і вмілий керівник Джек Сенгстер. У 1925 році в Ariel переманили з компанії J.A.P. нового дизайнера - Вала Пейджа. Йому вдалося повністю оновити модельний ряд мотоциклів компанії. Він розробив новий одноциліндровий двигун Red Hunter ( «Червоний мисливець»), який з 1927 року почав встановлюватися в оновлене шасі, призначене для нього. Ці мотоцикли були першими з цілої серії, яка протрималася у виробництві аж до припинення випуску чотиритактних мотоциклів у 1959 році. Гамма моторів складалася з двох нижньоклапанних, об'ємом 250 і 557 см3, верхньоклапанного 500-кубового і жвавого верхньоклапанного 250-кубового, що потрапляв в сегмент низьких податкових ставок, але їхав при цьому дуже бадьоро.

## Компанія Ariel Motors

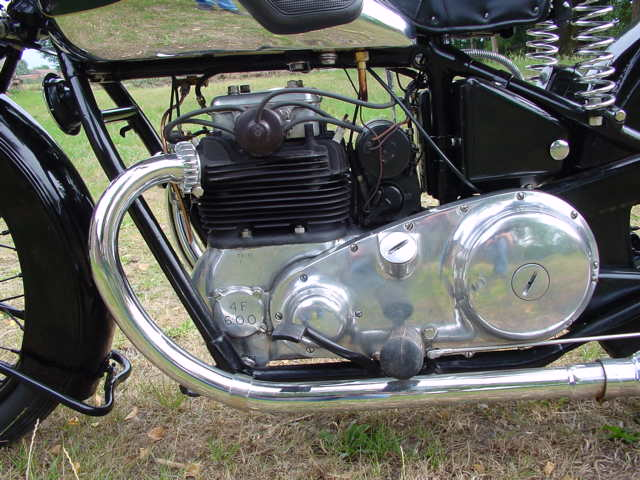
Двигун Ariel Square Four 1932 року

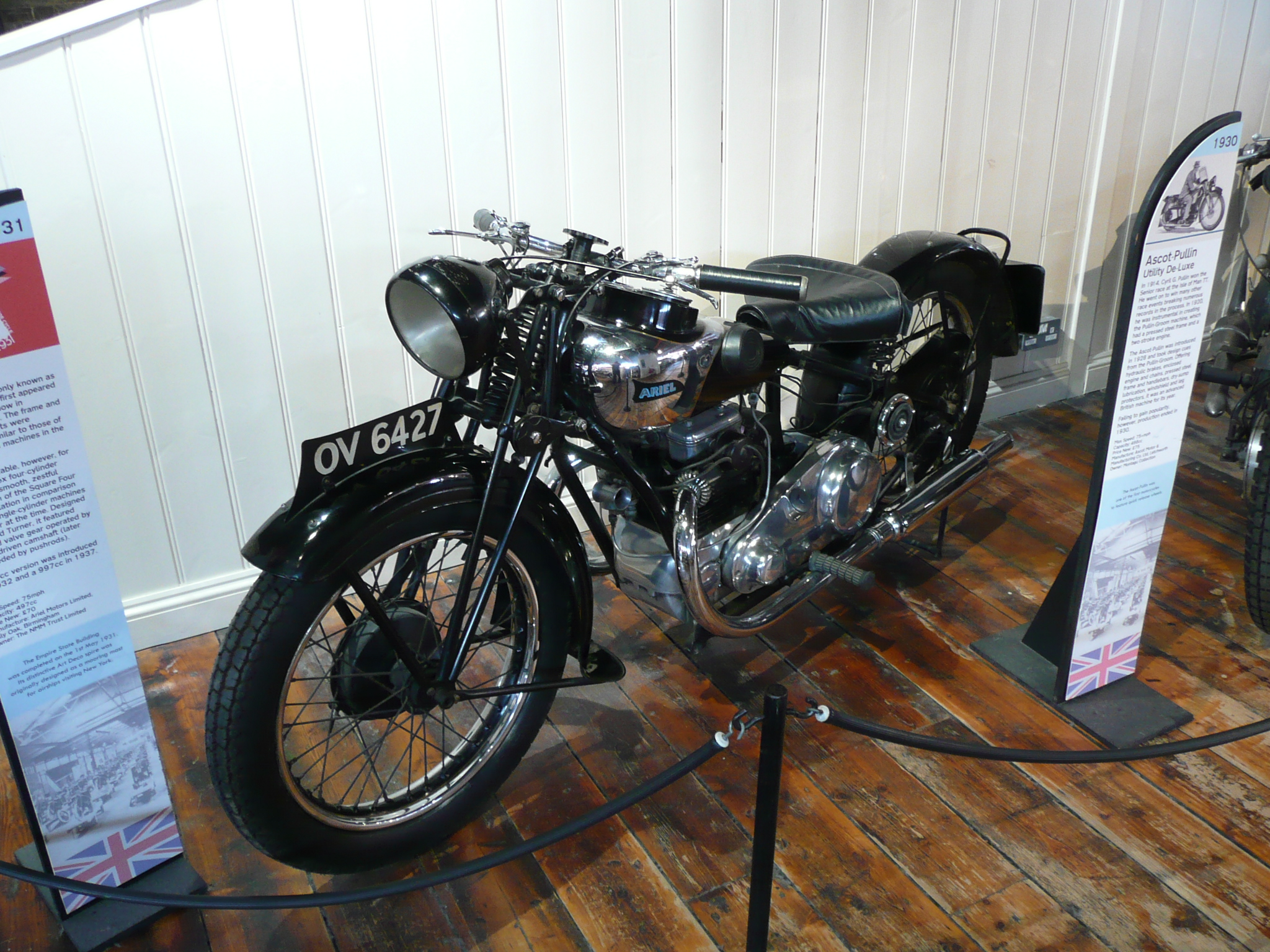
Ariel 4F5 - Square Four 500

На початку десятиліття Валентайн Пейдж покинув компанію, перейшовши в Triumph, а посаду головного конструктора Ariel посів ще один талановитий молодий чоловік - Едвард Тернер. У 1931 році Едвардом Тернером був представлений двигун Sq 4 (Ariel Square Four), об'ємом 500 см3, для нової моделі компанії. Для мотоциклів, обладнаних коляскою, з 1932 року його об'єм був збільшений до 600 см3, але лише через один рік виробництво було повністю зупинено через кризу. Але компанія швидко "відродилася з попелу" і знову вийшла на ринок, оновивши модельний ряд. У традиційні на той момент рами ставилися одноциліндрові верхньоклапанні двигуни, залишився без змін тільки Sq 4, об'ємом 600 см3. Класичний довоєнний Ariel - це мотоцикл з верхньоклапанним одноциліндровим двигуном Red Hunter і хромованим бензобаком з панеллю приладів на ньому.

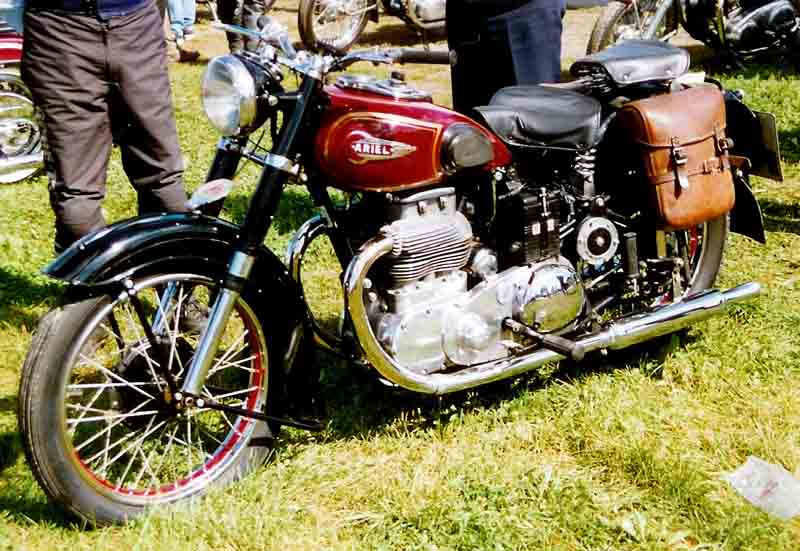
Ariel Square Four 195X

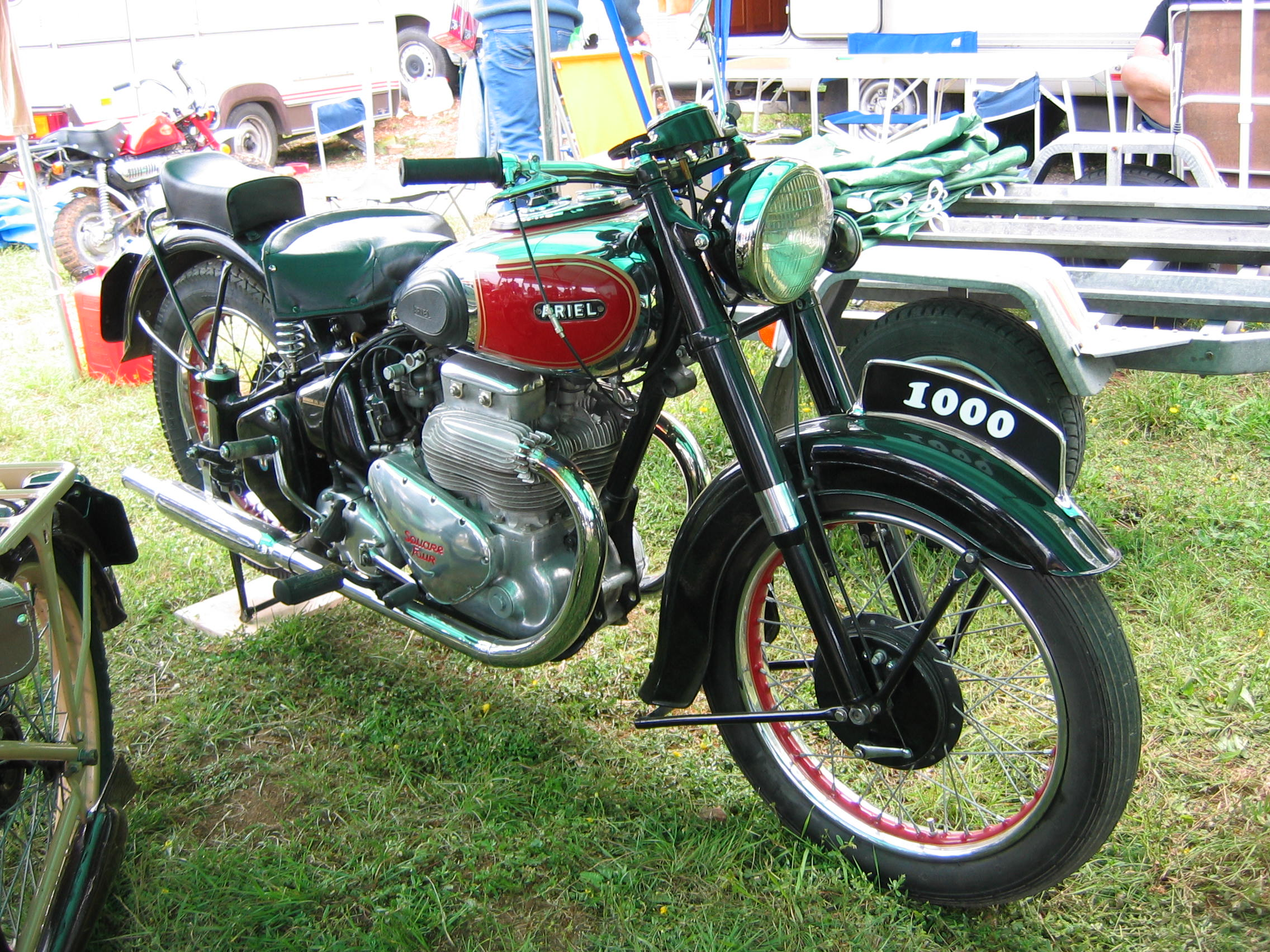
Ariel 4G Square Four 1000

Складні чотирициліндрові двигуни Sq 4 з двома колінчастими валами, що стояли один за одним, мали проблему з охолодженням задніх циліндрів, яка була вирішена тільки в 1937 році при зміні оребрення циліндрів і їх головок, а також при збільшенні робочого об'єму до 995 см3 - цей двигун отримав назву 4G. Двигун володів потужністю 38 кінських сил і дозволяв мотоциклу розвинути швидкість 160 км/год. А вже в 1936 році власник компанії Ariel Джек Сенгстер став власником мотоциклетного відділення ще однієї відомої англійської марки Triumph, куди і був переведений Едвард Тернер.

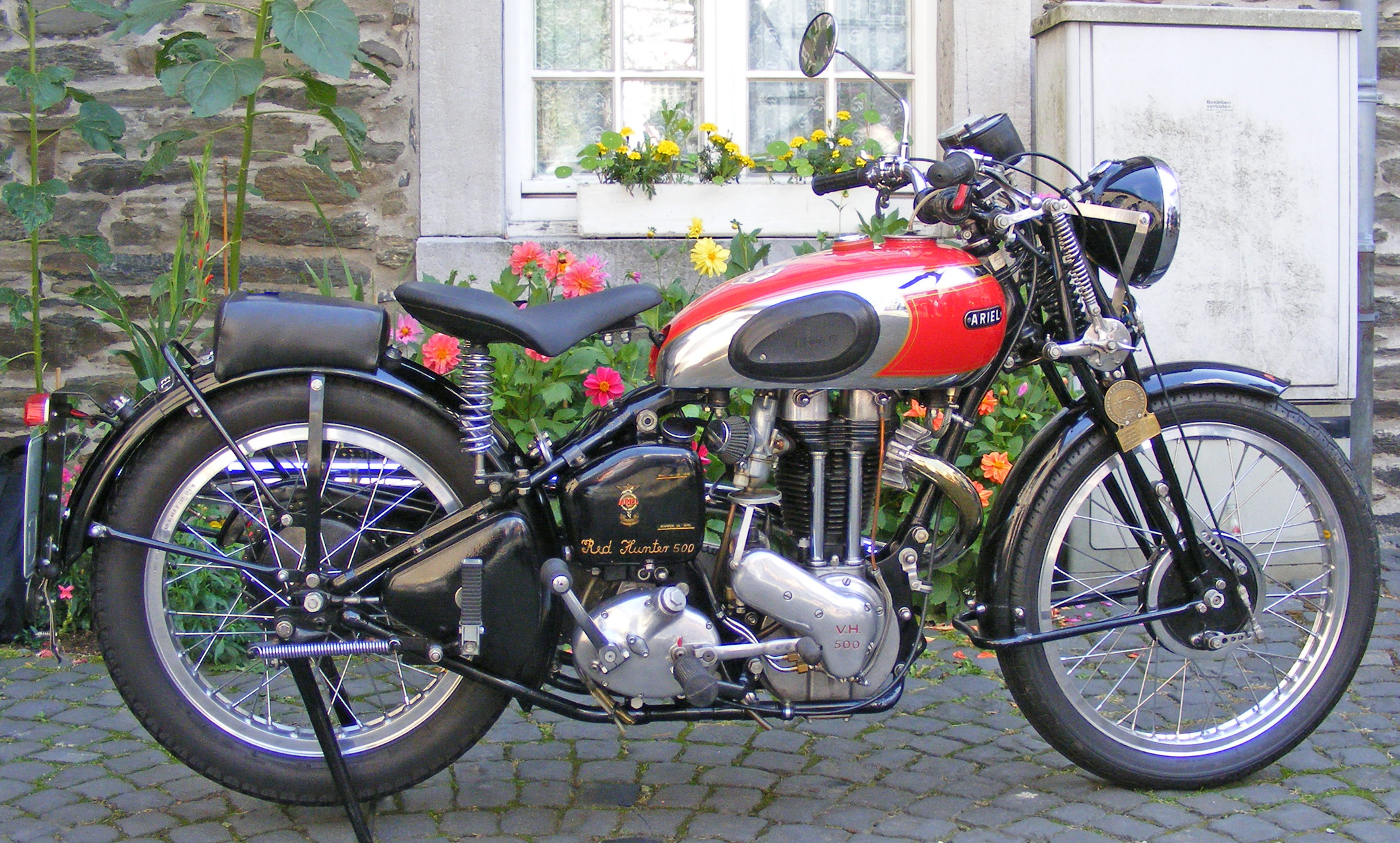
Ariel Red Hunter 500

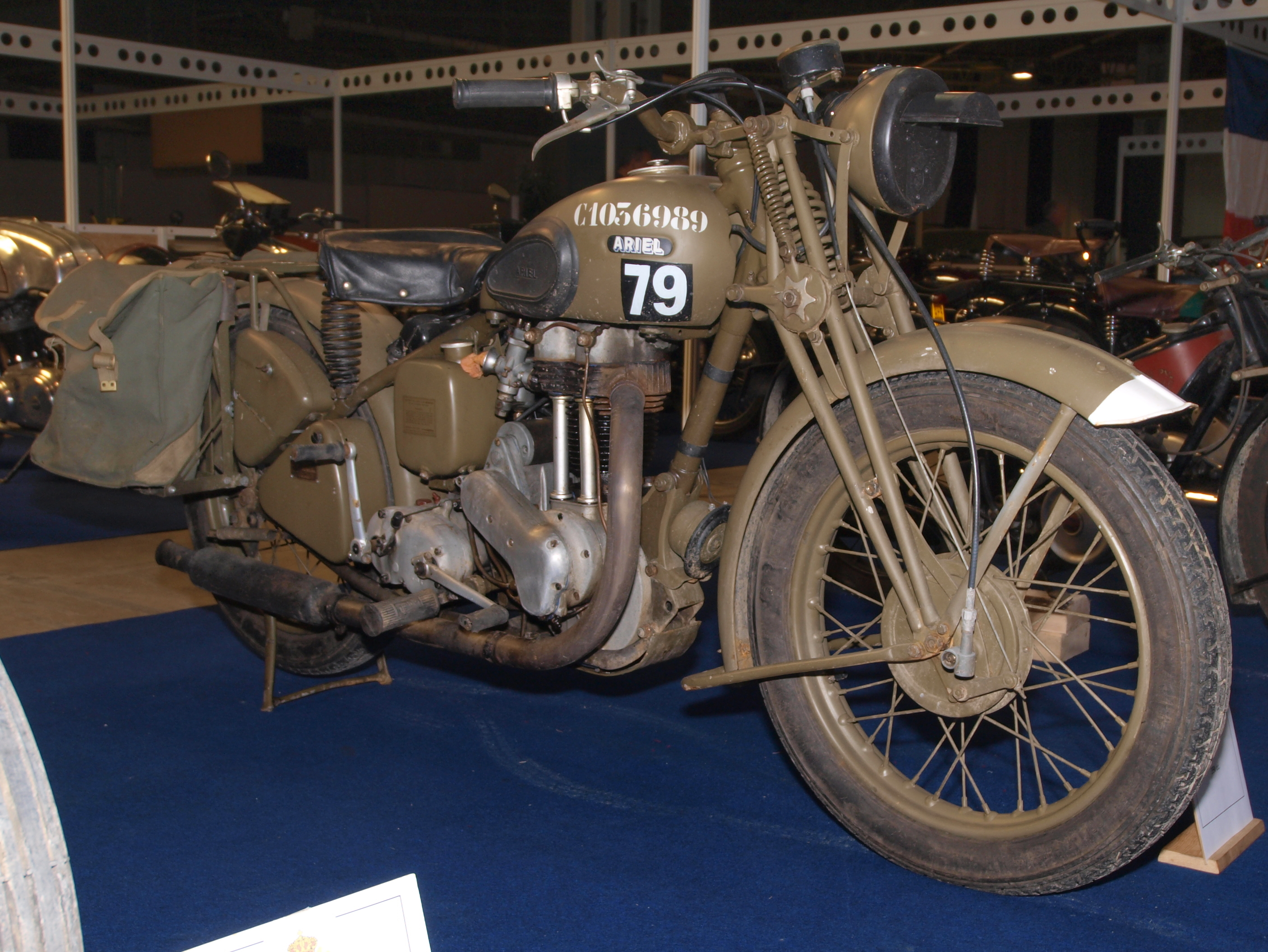
Ariel W/NG

Під час війни компанія згорнула виробництво цивільних моделей мотоциклів, перейшовши на виконання військових замовлень. Основною продукцією став армійський Ariel W/NG 350, в основу якого ліг одноциліндровий двигун Red Hunter 350 см3 і рама на підвісках зі збільшеним ходом для поліпшення прохідності.
Відразу ж після закінчення Другої світової війни на ринок надійшли цивільні моделі мотоциклів марки Ariel: 22-сильна 500-кубова модель VG, а також 15-сильна 600-кубова VB.

## Ariel у власності компанії Birmingham Small Arms Company (BSA)
Наступне оновлення сталося тільки через 10 років. Наприкінці 1940-х років була представлена верхньовальна паралельна двійка, призначена для серії мотоциклів KH.

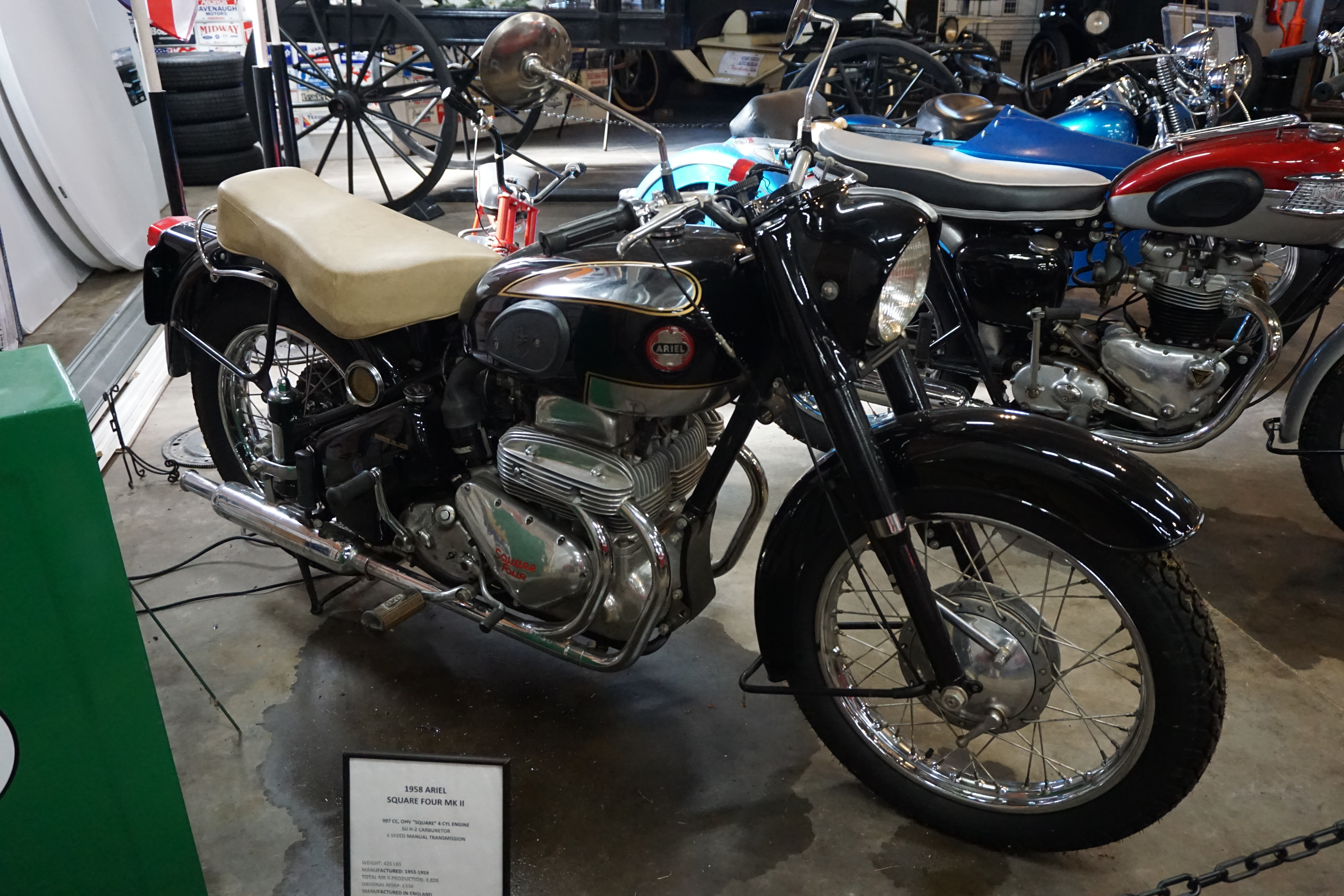
Ariel Square Four MkII

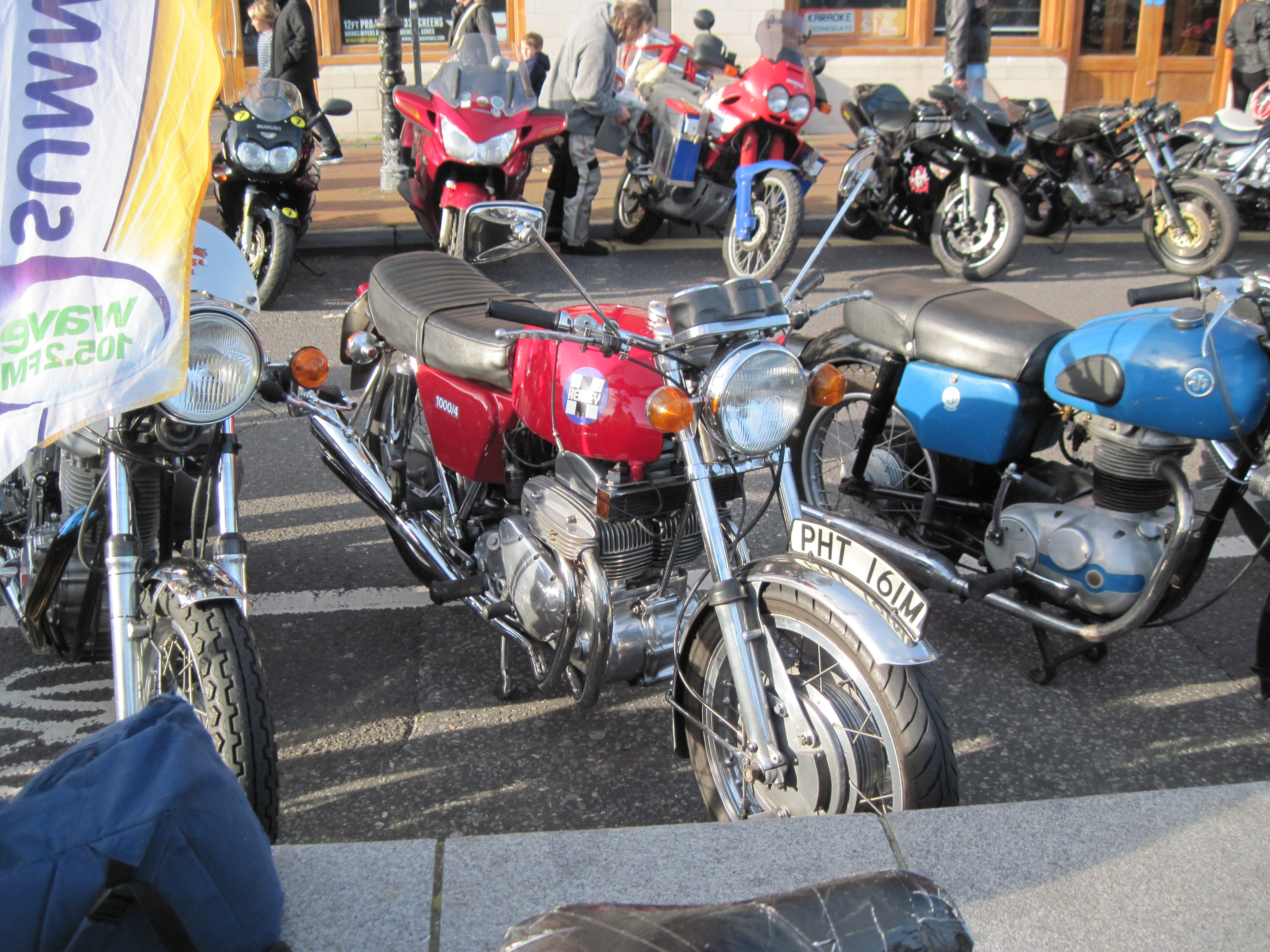
Ariel Square Four 1000

У 1951 концерн BSA став власником марки Ariel. На початку 1950-х років Sq 4 був модернізований в модель Sq 4 Mk1, а в 1953 році - в легендарний Mk2 з чотирма вихлопними трубами. З 1955 року всі мотоцикли компанії оснащувалися маятниковою задньою підвіскою, за винятком серії Sq 4, яка до кінця свого виробництва в 1959 році йшла зі свічковою задньою підвіскою.

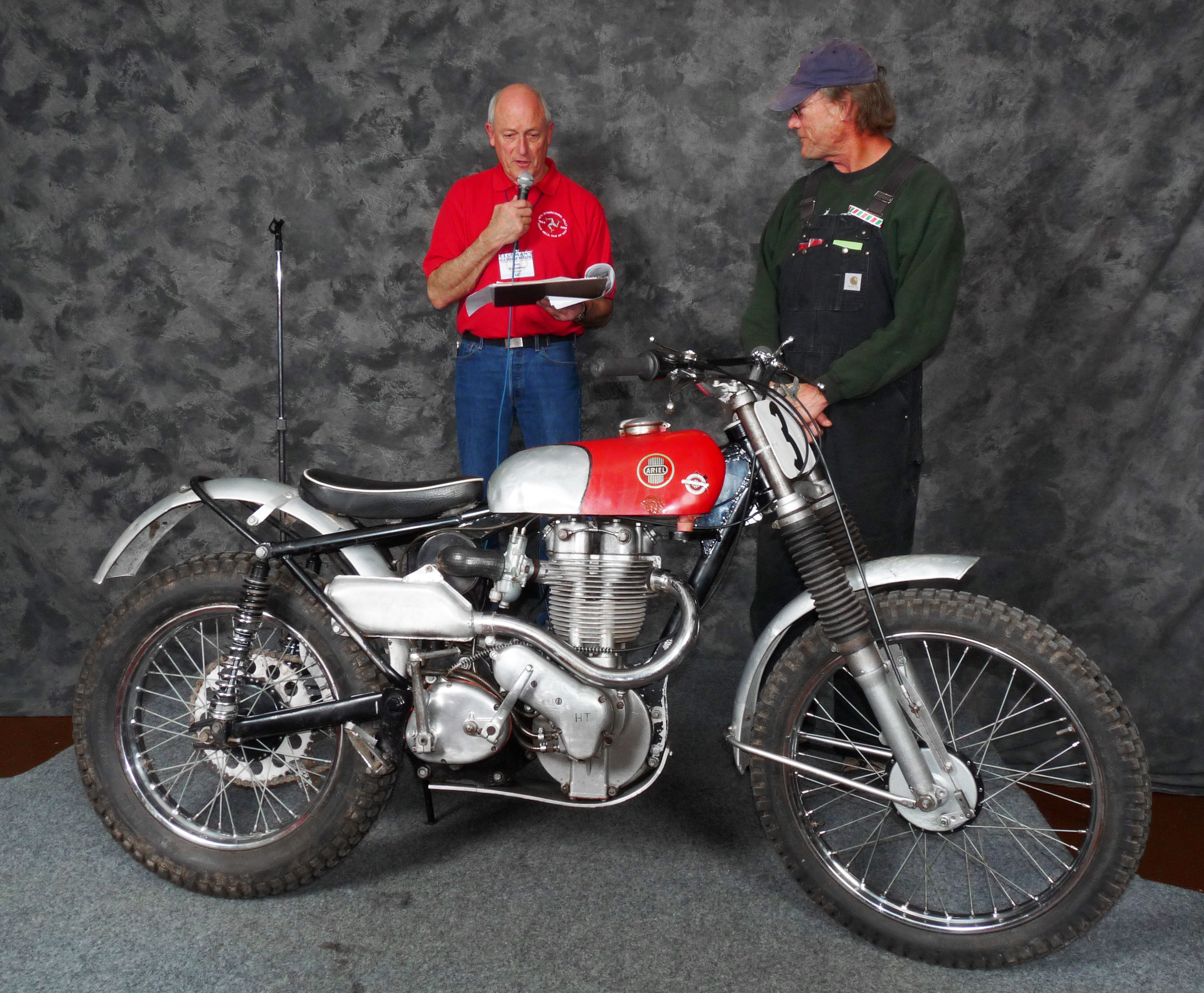
Ariel 350 HT для триалу

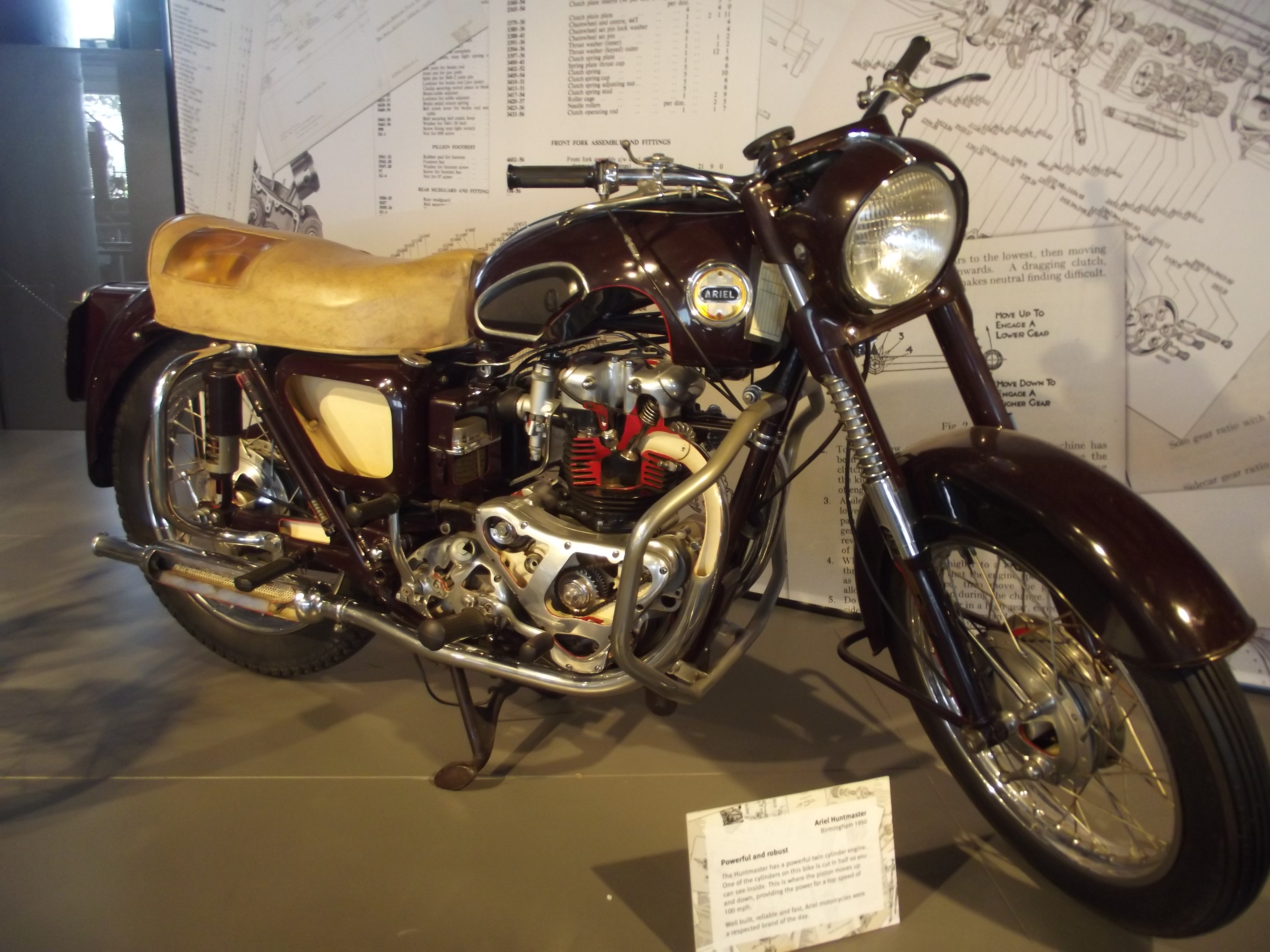
Ariel FH Huntmaster

У 1954 році з'явився Ariel Huntmaster 650, чий мотор був заснований на двигуні BSA 650 A10 і мав з ним багато спільних запчастин, а також маленький чотиритактний Ariel Colt 200.
В середині 1950-х років рівень продажів мотоциклів компанії Ariel значно впав. Керівництво підприємства ухвалило рішення розробити мотоцикл нового покоління, який буде унікальним у своєму роді. За втілення цієї ідеї взявся Валентайн Пейдж, що повернувся в компанію. У 1958 році почалося виробництво двотактного 250-кубового Ariel Leader, до якого в 1960 році додалася його спортивна версія Arrow, а у 1964 році з'явилася можливість замовити їх зі зменшеним до 200 см3 об'ємом двигуна (так ставка податку виходила нижчою). Мотоцикл дійсно вийшов неповторним як своєю конструкцією, так і дизайном.

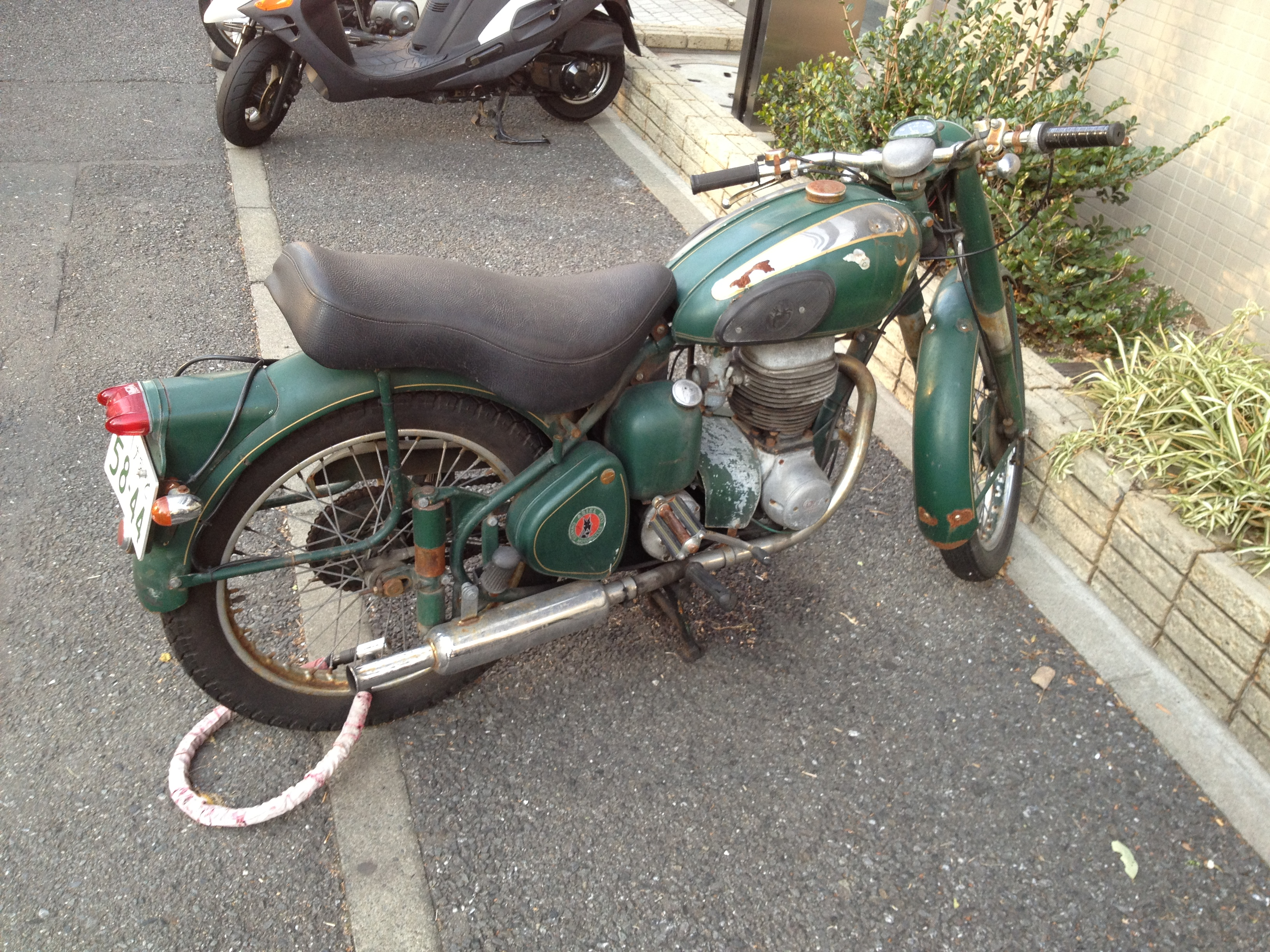
Ariel Colt 200

На території Великої Британії мотоцикл користувався досить високим попитом, а з експортної точки зору модель Leader зовсім не вдалася. Ні в континентальній частині Європи, ні в Сполучених Штатах Америки мотоцикл не був адекватно сприйнятий. Компанія відразу взялася за розробку різного роду модифікацій цього мотоцикла, але і цей захід не допоміг завоювати закордонні ринки.
Висока популярність дешевих двотактних двигунів призвела в 1959 році до вирішення концерну Ariel/BSA повністю зупинити виробництво дорогих і вже порядком застарілих чотиритактних моделей під маркою Ariel.

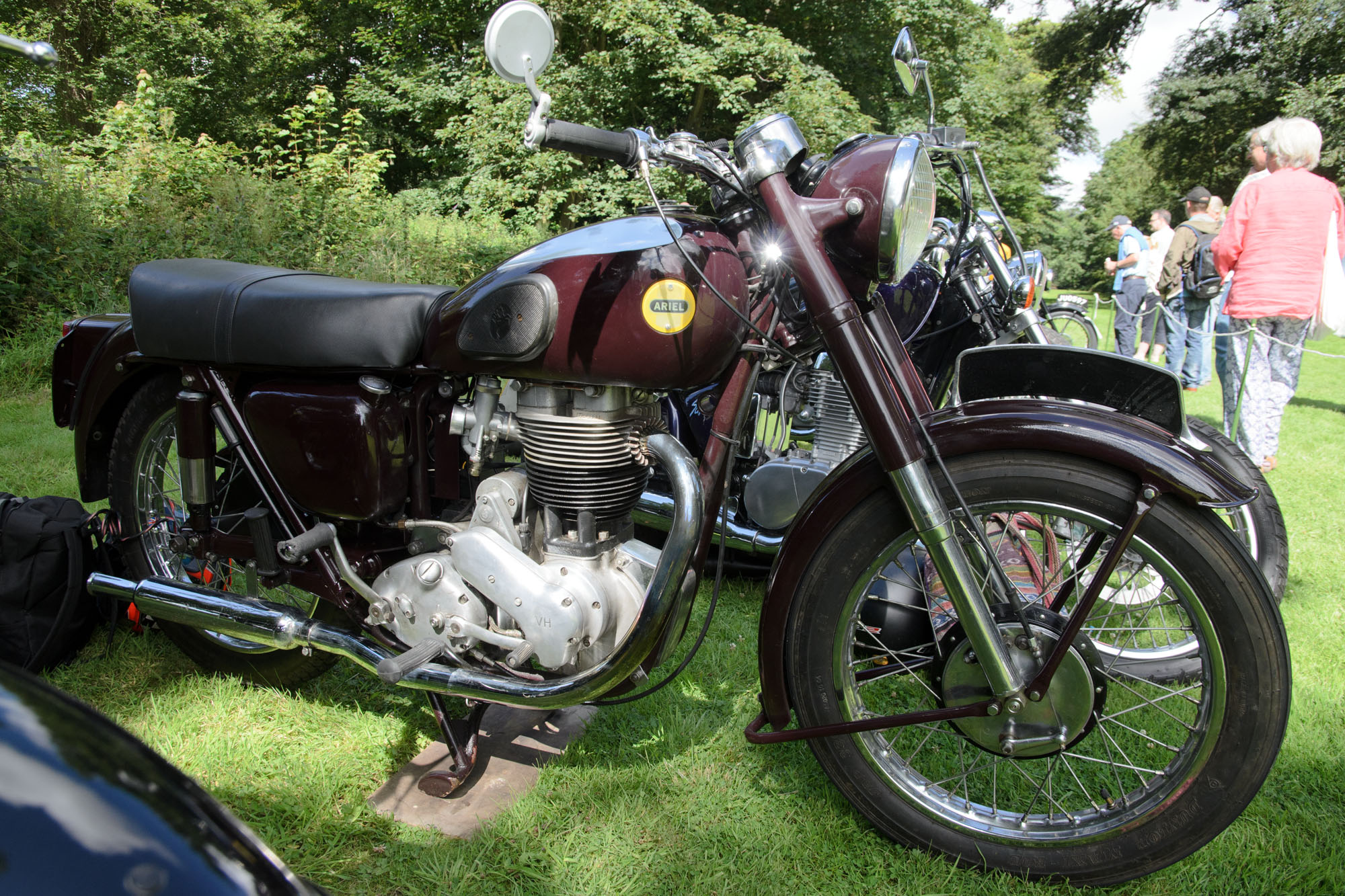
Ariel VH500

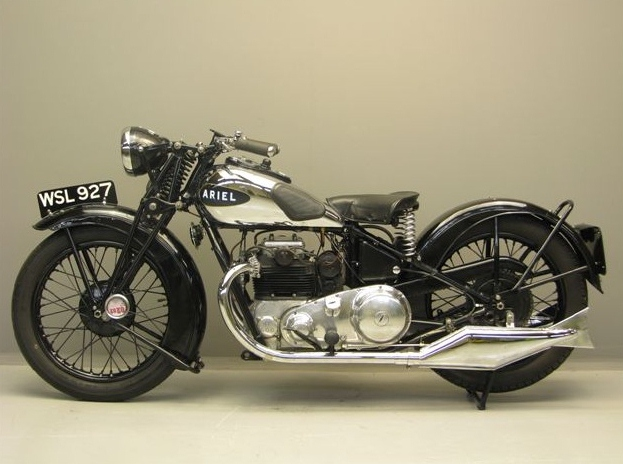
Ariel Square Four 600

Спортивні двотактні моделі компанії займали призові місця в триалі (HT 350 і 500), а також у позашляхових гонках на витривалість (HS 500). HS не сильно відрізнявся від базових моделей компанії, тільки до рами не приварювалися такі "непотрібні" елементи, як кронштейни пасажирських підніжок, а для HT була спеціально розроблена рама, але двигуни були серійні.

## Припинення киробництва мотоциклів. Закриття компанії

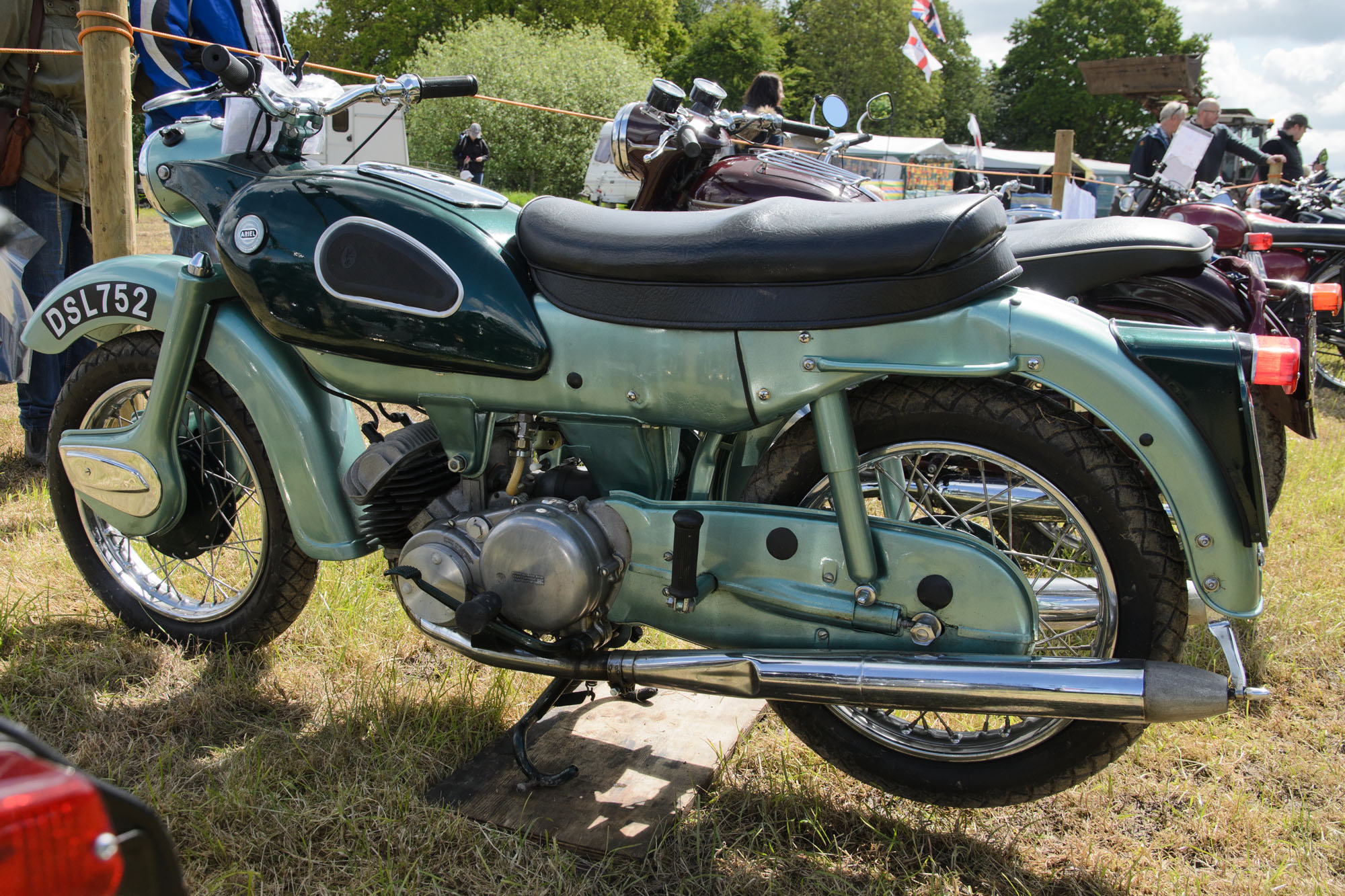
Ariel Arrow 250

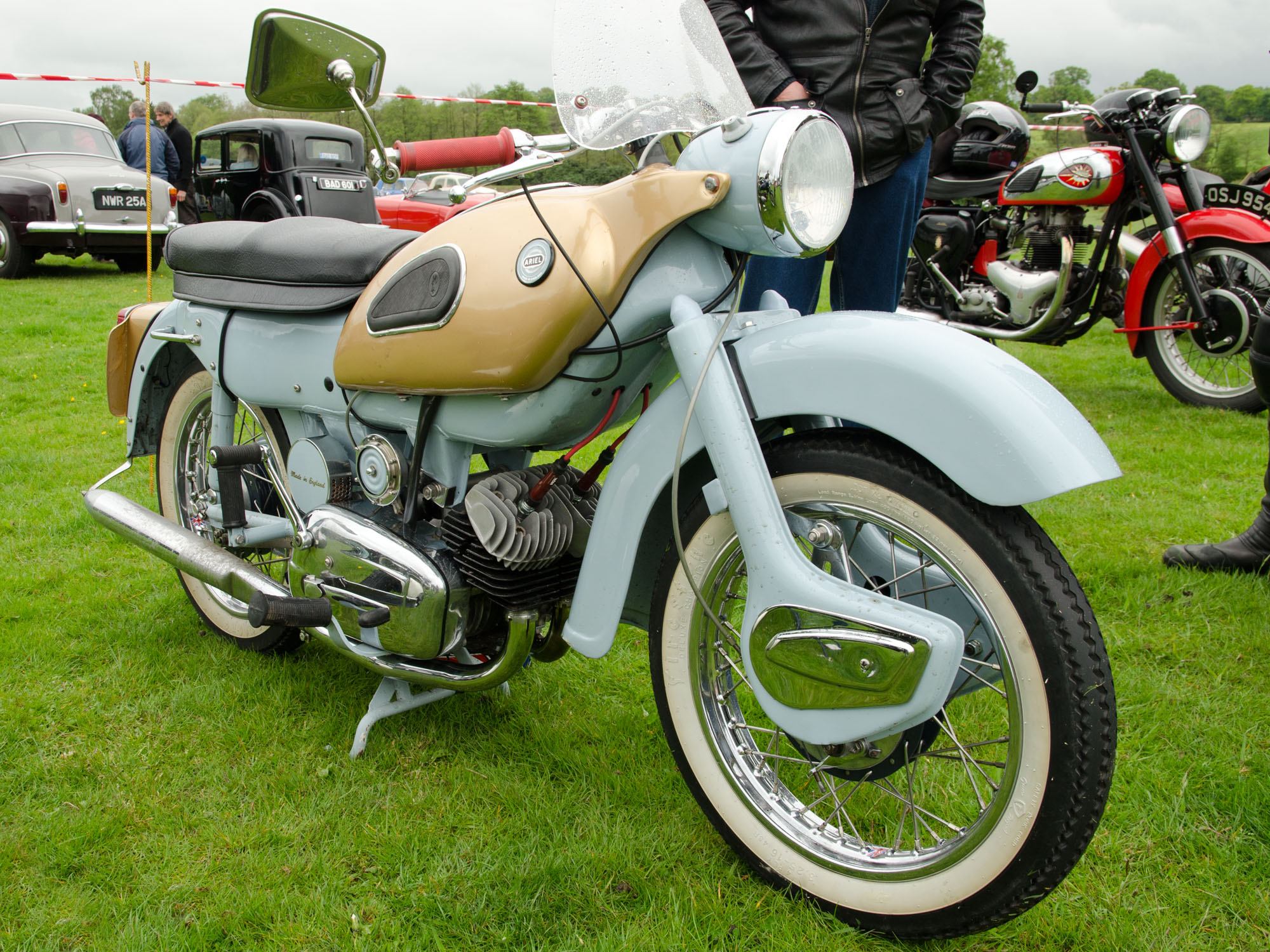
Ariel Golden Arrow

На жаль, жодна з цих моделей не дозволила компанії Ariel скоротити збитки. У 1963 році фабрика в Селлі Оак була закрита, виробництво переїхало в Смол Хет. Тоді ж був представлений 50-кубовий Ariel Pixie. Спочатку цей мотоцикл розроблявся під чотиритактний двигун, але BSA наполягла на використанні в ньому свого двотактного мотора зі зменшеним з 75 до 50 см3 робочим об'ємом. В результаті модель, що мала потенціал стати Honda Cub з мільйонними тиражами виробництва, перетворилася в ще один фінансовий провал, абсолютно не затребуваний ринком. До 1967 року фабрика Ariel закрилася.

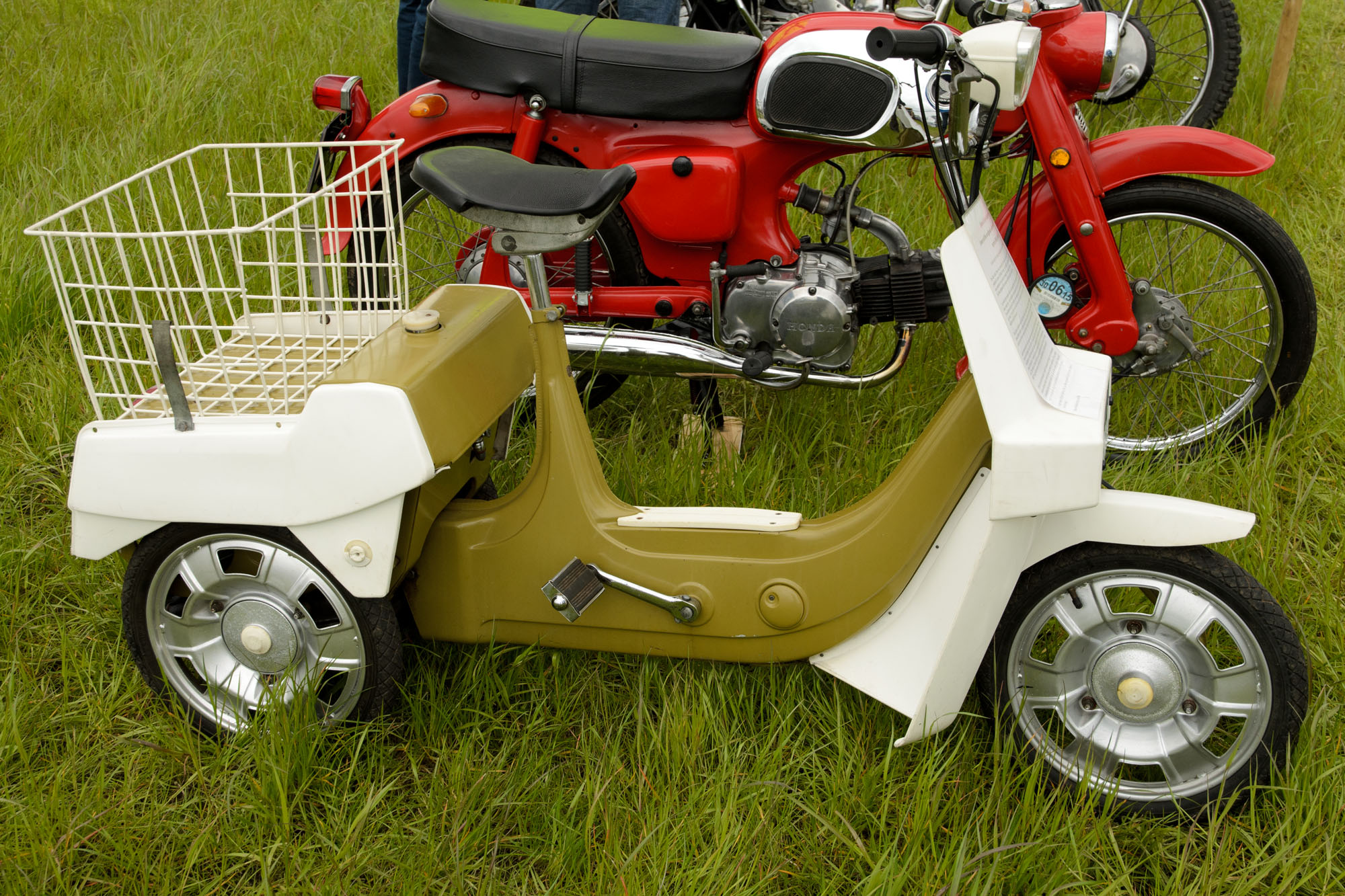
Ariel 3

Останньою моделлю під легендарним брендом став Ariel 3, триколісний моторолер з шарніром між рамою і заднім блоком двигун-колеса (тільки через 11 років цей патент був використаний при виробництві Honda Gyro). Він виготовлявся компанією BSA і просувався під слоганом "Ось він, чим би він не був!". Але публіка так і не зрозуміла маркетингового ходу. Цей невдалий маркетинговий крок став останнім цвяхом у кришку труни Ariel/BSA. У 1970 році виробництво BSA теж зупинилося.

## Відродження марки. Компанія Ariel Ltd
У 1999 році нова компанія викупила права на використання марки Ariel. Під нею зараз випускаються легкі двомісні спортивні автомобілі Ariel Atom з відкритими колесами, омологовані для їзди по дорогах загального користування, а також потужні мотоцикли Ariel Ace.

## Автомобілі Ariel

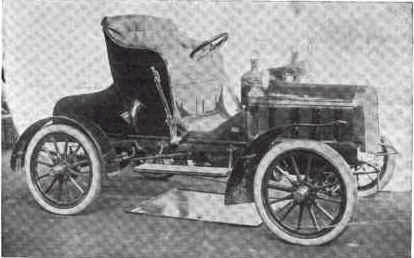
Ariel 15 HP Roadster 1905 року

Фірма Ariel випускала найрізноманітніші автомобілі з 1898 по 1915 рік. Потім, після перерви, - з 1922 по 1925 рік. Випустивши в Бірмінгемі кілька легких три- і чотириколісних машин, фірма в 1902 році представила новий легковий автомобіль 10HP з двоциліндровим двигуном, забезпеченим автоматичним впускним клапаном (він відкривався під дією розрідження в циліндрі). У 1903-1905 роках з'явилося ще кілька 4-циліндрових моделей: 12HP, 15HP, 16HP і 20HP, а завершувалася серія 6-циліндровою 30/35HP.

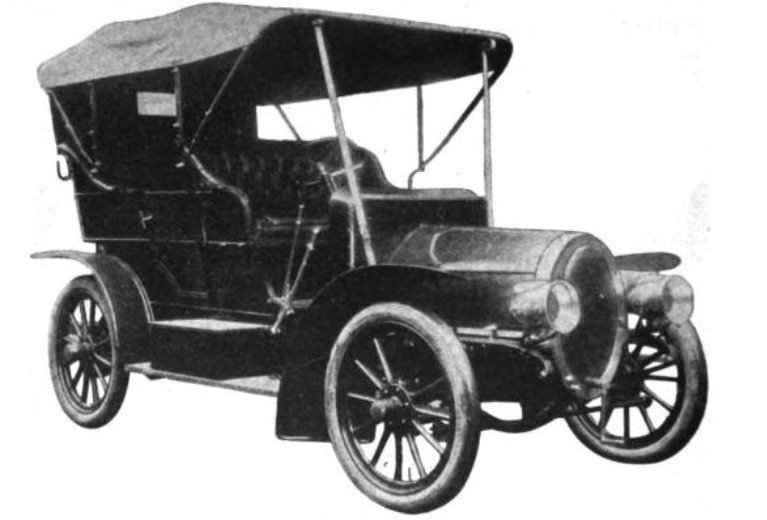
Ariel 25/30HP Touring 1906 року

Під впливом нової програми німецьких автомобілів Mercedes Simplex Ariel наприкінці 1905 року представила свою серію Simplex. Це були дві 4-циліндрові моделі 15HP, 25/30HP і одна 6-циліндрова 35/50HP. Через два роки до них додалася ще одна машина 50/60HP з 6-циліндровим двигуном. Вона здобула популярність тільки тому, що мала найбільший на той час в Англії робочий об'єм двигуна - близько 16 літрів.

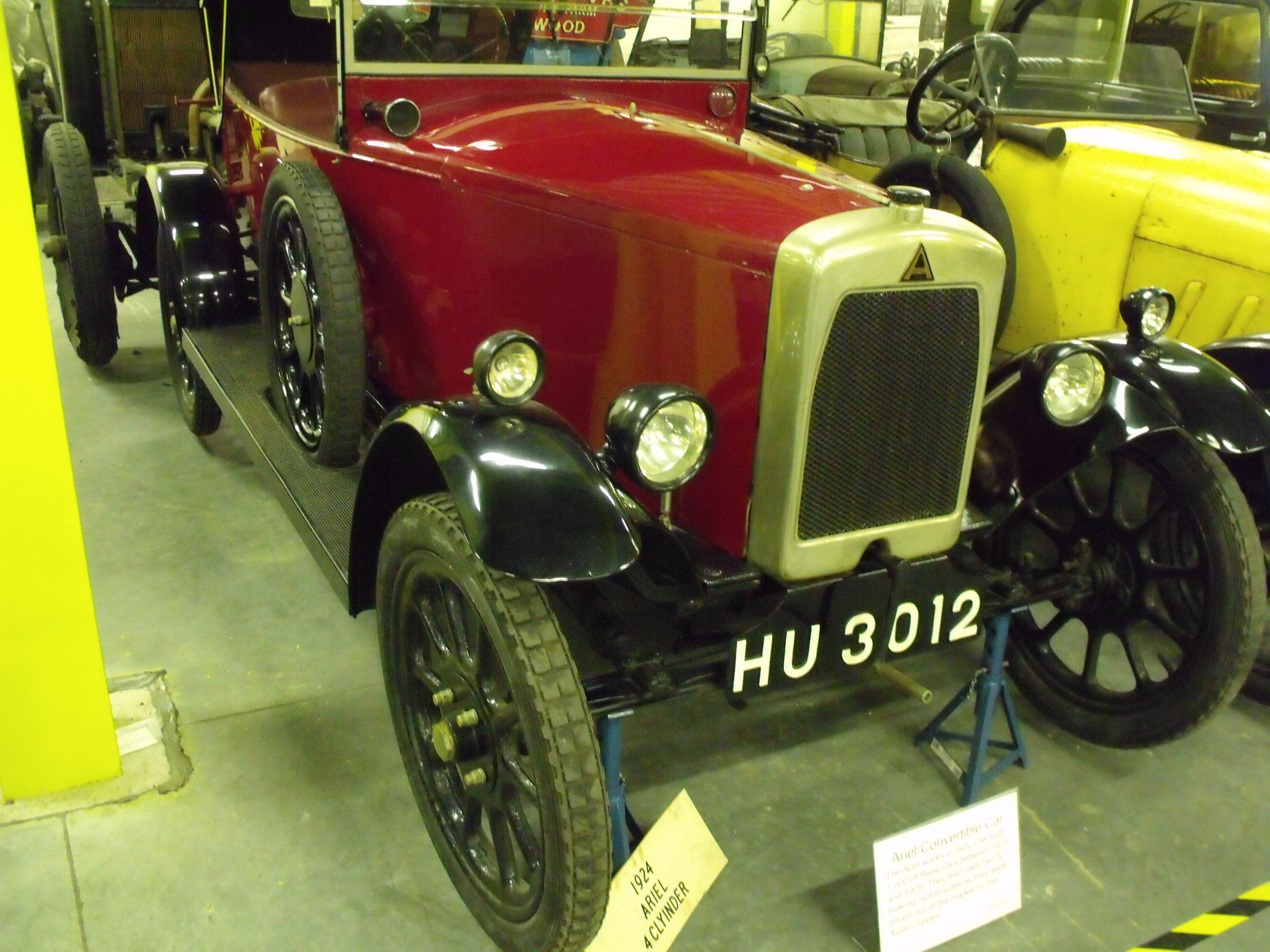
Ariel Ten

Наприкінці 1907 року Ariel продала свій Бірмінгемський завод англійській філії французької фірми Lorraine-Dietrich і перевела складальне виробництво в колишні артилерійські майстерні в Ковентрі. У 1910 році в її програмі, поряд з великими машинами з 4- і 6-циліндровими двигунами, з'явилися легкі 10HP з 2-циліндровим мотором, об'ємом 1630 см3. У повоєнний час фірма сконцентрувала увагу на випуску мотоциклів, а автомобілі двох моделей Nine і Теn виготовляла тільки до 1925 року. Треба зауважити, що подальша мотоциклетна продукція, що випускалася до кінця 1960-х років, прославила її більше, ніж автомобільна.

## Список мотоциклів Ariel
- 1902 - Ariel 210 cc
  - Ariel 325 cc
- 1910 - Ariel 150 cc
  - Ariel 500 cc
- 1913 - Ariel 3.5HP
- 1914 - Ariel Arielette
- 1915 - Ariel V-twin
- 1918 - Ariel 4HP
- 1926 - Ariel Model D 500
  - Ariel VB
  - Ariel 557 cc
- 1929 - Ariel LB
  - Ariel LF
  - Ariel LG
- 1931 - Ariel 4F
- 1932 - Ariel VH
  - Ariel NH
- 1934 - Ariel LH
  - Ariel OH
  - Ariel OG
- 1936 - Ariel Badger
- 1937 - Ariel 4G
  - Ariel 4H
- 1940 - Ariel VA
  - Ariel W/NG
- 1945 - Ariel KG
  - Ariel KH
- 1947 - Ariel VB
- 1949 - Ariel Square Four Mark I
- 1953 - Ariel Square Four Mark II
- 1954 - Ariel FH
  - Ariel HT
  - Ariel HT3
  - Ariel LH
- 1958 - Ariel Leader
- 1959 - Ariel Arrow
- 1963 - Ariel Golden Arrow
- 1968 - Ariel Pixie
- 1969 - Ariel 3

## Список автомобілів Ariel
- 1902 - Ariel 10HP
- 1903 - Ariel 12HP
  - Ariel 15HP
  - Ariel 16HP
  - Ariel 20HP
  - Ariel 30/35HP
- 1905 - Ariel Simplex 15HP
  - Ariel Simplex 25/30HP
  - Ariel Simplex 35/50HP
- 1907 - Ariel Simplex 50/60HP
- 1910 - Ariel 10HP
- 1922 - Ariel Nine
  - Ariel Ten

## Галерея
|  |  |  |  |
|  |  |  |  |
|  |  |  |  |
|  |  |  |  |
|  |  |  |  |
|  |  |  |  |
|  |  |  |  |